# Hypopyra ossigera
Hypopyra ossigera är en fjärilsart som beskrevs av Achille Guenée 1852. Hypopyra ossigera ingår i släktet Hypopyra och familjen nattflyn. Inga underarter finns listade i Catalogue of Life.